# Липолист
Липолист је насеље у Србији у општини Шабац у Мачванском округу. Према попису из 2022. било је 1883 становника.
Од града Шапца је удаљено 23 километара, од Лознице око 40 километара, а од Београда око 100 километара. У центру села, налазе се православна црква и основна школа Војвода Степа. Село се налази на обронцима планине Цер од које је удаљено око 7 километара.
Мештани се углавном баве земљорадњом и воћарством. Такође, једна од занимљивости је да у селу постоји и десетак расадника ружа, украсног шибља и четинара. У селу се одржава културна манифестација Дани руже Липолиста.
Овде је рођен архитекта Милорад Рувидић (1863-1914).

## Галерија
- Православна црква
- Зграда школе
- Споменици у центру села
- Споменици у центру села
- Криви багрем

## Демографија
У насељу Липолист живи 2077 пунолетних становника, а просечна старост становништва износи 41,8 година (40,4 код мушкараца и 43,2 код жена). У насељу има 812 домаћинстава, а просечан број чланова по домаћинству је 3,18.
Ово насеље је великим делом насељено Србима (према попису из 2002. године), а у последња три пописа, примећен је пад у броју становника.
|  |

| Демографија | Демографија | Демографија |
| Година      | Становника  | Становника  |
| ----------- | ----------- | ----------- |
| 1948.       | 3.147       |             |
| 1953.       | 3.393       |             |
| 1961.       | 3.414       |             |
| 1971.       | 3.357       |             |
| 1981.       | 3.212       |             |
| 1991.       | 2.955       | 2.789       |
| 2002.       | 2.582       | 2.724       |

| Етнички састав према попису из 2002.‍ | Етнички састав према попису из 2002.‍ | Етнички састав према попису из 2002.‍ | Етнички састав према попису из 2002.‍ | Етнички састав према попису из 2002.‍ |
| ------------------------------------ | ------------------------------------ | ------------------------------------ | ------------------------------------ | ------------------------------------ |
|                                      |                                      |                                      |                                      |                                      |
| Срби                                 | Срби                                 |                                      | 2.543                                | 98,48%                               |
| Роми                                 | Роми                                 |                                      | 9                                    | 0,34%                                |
| Хрвати                               | Хрвати                               |                                      | 5                                    | 0,19%                                |
| Мађари                               | Мађари                               |                                      | 2                                    | 0,07%                                |
| Југословени                          | Југословени                          |                                      | 2                                    | 0,07%                                |
| Црногорци                            | Црногорци                            |                                      | 1                                    | 0,03%                                |
| Словенци                             | Словенци                             |                                      | 1                                    | 0,03%                                |
| Румуни                               | Румуни                               |                                      | 1                                    | 0,03%                                |
| Македонци                            | Македонци                            |                                      | 1                                    | 0,03%                                |
| непознато                            | непознато                            |                                      | 16                                   | 0,61%                                |

| Година пописа     | 1948. | 1953. | 1961. | 1971. | 1981. | 1991. | 2002. |
| ----------------- | ----- | ----- | ----- | ----- | ----- | ----- | ----- |
| Број домаћинстава | 663   | 716   | 806   | 849   | 886   | 854   | 812   |

| Број чланова      | 1   | 2   | 3   | 4   | 5  | 6  | 7  | 8 | 9 | 10 и више | Просек |
| ----------------- | --- | --- | --- | --- | -- | -- | -- | - | - | --------- | ------ |
| Број домаћинстава | 190 | 169 | 132 | 113 | 99 | 75 | 22 | 7 | 0 | 5         | 3,18   |

| Пол    | Укупно | Неожењен/Неудата | Ожењен/Удата | Удовац/Удовица | Разведен/Разведена | Непознато |
| ------ | ------ | ---------------- | ------------ | -------------- | ------------------ | --------- |
| Мушки  | 1.067  | 305              | 653          | 64             | 41                 | 4         |
| Женски | 1.113  | 186              | 644          | 236            | 37                 | 10        |
| УКУПНО | 2.180  | 491              | 1.297        | 300            | 78                 | 14        |

| Пол    | Укупно                    | Пољопривреда, лов и шумарство | Рибарство                            | Вађење руде и камена | Прерађивачка индустрија       |
| ------ | ------------------------- | ----------------------------- | ------------------------------------ | -------------------- | ----------------------------- |
| Мушки  | 690                       | 519                           | 0                                    | 0                    | 22                            |
| Женски | 451                       | 362                           | 0                                    | 1                    | 10                            |
| УКУПНО | 1.141                     | 881                           | 0                                    | 1                    | 32                            |
| Пол    | Производња и снабдевање   | Грађевинарство                | Трговина                             | Хотели и ресторани   | Саобраћај, складиштење и везе |
| Мушки  | 4                         | 34                            | 36                                   | 6                    | 14                            |
| Женски | 0                         | 3                             | 31                                   | 3                    | 3                             |
| УКУПНО | 4                         | 37                            | 67                                   | 9                    | 17                            |
| Пол    | Финансијско посредовање   | Некретнине                    | Државна управа и одбрана             | Образовање           | Здравствени и социјални рад   |
| Мушки  | 1                         | 3                             | 10                                   | 13                   | 6                             |
| Женски | 0                         | 2                             | 1                                    | 15                   | 13                            |
| УКУПНО | 1                         | 5                             | 11                                   | 28                   | 19                            |
| Пол    | Остале услужне активности | Приватна домаћинства          | Екстериторијалне организације и тела | Непознато            | Непознато                     |
| Мушки  | 7                         | 0                             | 0                                    | 15                   | 15                            |
| Женски | 3                         | 0                             | 0                                    | 4                    | 4                             |
| УКУПНО | 10                        | 0                             | 0                                    | 19                   | 19                            |